# Парч, Ханс
Ханс Парч (нем. Hans Partzsch; род. 28 февраля 1930 года, Дрезден — 8 июня 2012 года) — военно-морской деятель ГДР, в 1983—1990 годах командующий морской авиацией Фольксмарине, контр-адмирал (1988).

## Биография
Из семьи начальника почтового отделения. После окончания школы в 1944—1949 годах учился на мебельщика и работал подмастерьем мебельщика. 21 сентября 1949 года вступил в ряды Народной полиции. В 1949—1952 годах сначала учился в Школе Народной полиции в Дёбельне, позже служил командиром отделения в Служебных инстанциях НП Лейпциг (Dienststelle-VP, Leipzig) и Пиннов (Dienststelle-VP, Pinnow). В 1954 году вступил в СЕПГ. В 1952—1953 годах служил в Управлении Аэроклубов, будущем командовании ВВС ГДР, находившемся в Коттбусе. В 1953—1954 году был помощником командира эскадрильи служебной инстанции Народной полиции Камменц −2 (Adj. Staffel, VP-Dienststelle Kammenz 2). В 1955—1959 годах проходил обучение в одной из Военных академий на территории СССР. В 1959—1960 годах он начальник штаба и заместитель командира 9-й авиационной эскадры. В 1961—1972 годах Партш служил начальником оперативного подотдела и заместителем начальника штаба 3-й авиационной дивизии. В 1972—1981 годах был начальником штаба и заместителем командира 3-й авиационной дивизии. C 1 декабря 1981 года по 31 августа 1982 года полковник Парч уже командовал 3-й авиационной дивизией (1. Luftverteidigungsdivision). В 1983 году из Военно-воздушных сил его перевели в Фольксмарине на должность командующего морской авиацией, которую он занимал до своего увольнения в отставку 31 марта 1990 года.

## Награды
- Орден За заслуги перед Отечеством в серебре
- Военный орден За заслуги перед Народом и Родиной в серебре

## Воинские звания
- Контр-адмирал (1 марта 1988 год)